# Guggenheim Abu Dhabi
O Guggenheim Abu Dhabi está planejado um museu, será localizado em Abu Dhabi, nos EAU. Em 8 de Julho de 2006, na cidade de Abu Dhabi, capital dos Emirados Árabes Unidos, anunciou que tinha assinado um acordo com a Fundação Solomon R. Guggenheim, em Nova Iorque, para construir um Museu Guggenheim de 30,000 metros quadrados (320,000 pés ²). Ele vai ser o maior Guggenheim do mundo. Frank Gehry é o designer e a expectativa de conclusão é entre 2018 e 2020. " Investment & Company Desenvolvimento do Turismo de Abu Dhabi,vai construir o próprio museu", enquanto "a Guggenheim Foundation vai criar e gerir" o seu programa. 

## Localização
O museu será localizado na ilha de Saadiyat, ao largo da cidade de Abu Dhabi. O distrito Cultural Ilha Saadiyat, a ilha será a casa do maior aglomerado da classe mundial de bens culturais, em Abu Dhabi. Estas incluem: o Museu Nacional Sheikh Zayed , a ser desenhado pelo Reino Unido de construção à base de empresa Foster and Partners, sob a direção de Lord Norman Foster, o Louvre Abu Dhabi, um museu de arte; um centro artes do espetáculo concebido por Zaha Hadid, um museu marítimo com conceito design por Tadao Ando e um número pavilhões de artes. O diretor do Guggenheim Thomas Krens indicou que "O Oriente Médio é um das mais importantes regiões emergentes do mundo em termos de cultura contemporânea".

## Contrato
O Guggenheim notas de imprensa que "Abu Investment & Company Desenvolvimento do Turismo de Abu Dhabi, será o próprio museu", enquanto "a Fundação Solomon R. Guggenheim vai criar e gerir" o seu programa. William Mack, presidente da Fundação Guggenheim, disse: "É com um sentido apurado de precedente histórico e cumpridores com um compromisso de intercâmbio cultural internacional como uma ponte para o entendimento de que esta fundação entra em acordo para estabelecer um museu Guggenheim em Abu Dhabi ".
O príncipe herdeiro de Abu Dhabi, Mohammed Bin Zayed Al Nahyan, indicou que a "assinatura representa a determinação do governo de Abu Dhabi para criar um museu de classe cultural de destino para seus moradores e visitantes.

## Design
Frank Gehry’s concebeu o Museu Guggenheim Abu Dhabi, com 320.000 pés quadrados (30000 m ²), será a maior museu Guggenheim do mundo, é projetado para acomodar aproximadamente 130,000 pés ² (12,000 m²) de espaço de exibição. A instalação será quatro anadres de altura com várias galerias empilhadas em cima umas dos outras.
Gehry se inspirou pela localização e da intenção, observando, "A paisagem, a oportunidade, a exigência, para construir algo para as pessoas em todo o mundo e que viria o eventual recurso para realizá-lo abriram faixas que não eram susceptíveis de serem considerados em qualquer outro lugar. O local em si, praticamente sobre a água ou próximo da água em todos os lados, em um deserto com a linda paisagem do mar e à luz da qualidade ao lugar sugeriu algumas das direções. O príncipe herdeiro disse a Gehry sobre o trabalho "Assim como Bilbau estabeleceu um novo nível de conceção e de excelência, Gehry's com o Guggenheim Abu Dhabi com a breve concepção de empurrar os limites de sua própria prática arquitetônica e definir o nível de referência para os museus."

### Dimensões
A área total do museu com 30,000 metros quadrados (320,000 pés ²), tornando-o maior Guggenheim no mundo. Os trabalhos da coleção de arte permanente irão ocupar uma área total de 9.474 metros quadrados (101.980 pés ²). As mostras especiais serão atribuídas 3.395 metros quadrados (36.540 pés ²), e propôs o centro de ensino terá uma área total de 513 metros quadrados (5.520 pés ²). O resto do museu terá mais de uma área de 16.618 metros quadrados (178.870 pés ²).

## Obras de arte
O museu vai formar sua própria coleção de arte contemporânea e também serão expostas, a partir das grandes obras da Fundação Guggenheim, coleções mundiais. Todas as obras em exibição no museu irão "respeitar a cultura e o património nacional e islâmico de Abu Dhabi", disse a fundação, em uma declaração. "O nosso objetivo não é a confrontação, mas de estar envolvido em uma troca cultural", disse Thomas Krens quando questionado sobre como a audácia de arte contemporânea podem ser conciliada com a muçulmanas com valores conservadores. "O Guggenheim implicitamente respeita todas as culturas contemporâneas e suas tradições como potenciais parceiros na área da estética - estamos ambos respeitadores da diferença e animados por isso", disse ele. "Acreditamos também que o Oriente Médio é um das mais importantes regiões emergentes do mundo em termos de cultura contemporânea".

## Facilidades
De acordo com o site universos-in-universe.org, "o museu incluirá galerias para coleções permanentes, galerias para exposições especiais, um Departamento de Arquitetura e Design, um Centro de Arte e Tecnologia, instalações para educação infantil, arquivos, biblioteca, centro de investigação e um laboratório de conservação de obras de arte. "